# برنامج التحقق من الواقع

### برنامج رياليتي تشيك (باللغة العربية: التحقق من الواقع)
هو برنامج شبابي على مستوى الولاية "قائم على الشباب، موجه من قبل البالغين" تديره مديرية صحة ولاية نيويورك في ألباني، نيويورك. تأسس عام 2001، والهدف من البرنامج هو تعليم "المراهقين حول ممارسات التلاعب التسويقي التي يقوم بها قطاع التبغ ليدفع المراهقين إلى التدخين". وقد شارك آلالاف من الشباب في جميع أنحاء نيويورك في أنشطة البرنامج، والتي تعمل بالشراكة مع أكثر من اثنتي عشرة منظمة شبابية في جميع أرجاء الولاية.
يُعنى برنامج رياليتي تشيك بمكافحة تصوير التدخين في الأفلام، وإعلانات نقاط الشراء، وإعلانات التبغ التي توجد في محيط المدرسة والبيئة المدرسية. وقد شاركوا أيضًا بحملات عالمية ضد استخدام التبغ، وتحديدًا في أفريقيا. كما أنهم نشطون في جميع أرجاء نيويورك، وكثيرًا ما يحتجون في اجتماعات مجلس إدارة المدرسة وكذلك يواجهون قطاع صناعة السينما لإنهاء التدخين في الأفلام التي يتم تسويقها للشباب. وقد لفت عملهم ضد استديوهات الأفلام وهوليوود الانتباه إليهم باعتبارهم "أكبر مجموعة تواجه هوليوود" حول استخدام التبغ في أفلام الأطفال.
يحصل البرنامج على تمويله بالدرجة الأولى من مديرية الصحة. ووفقًا لجامعة كورنيل، "برنامج رياليتي تشيك ليس ضد المدخنين. وإنما يتعلق بجعل الناس يفهمون كيف تتلاعب شركات التبغ بالناس لتدفعهم إلى التدخين والإدمان عليه."
اعتبارًا من 31 يوليو 2009، تم تخفيض عدد المنح التي تقدمها مديرة صحة نيويورك للبرنامج من 46 منحة إلى 10 منح. ونتيجة لهذا، فإن مقاطعات مونرو، ليفينغستون، ستوبين، تشيمونغ، شويكر، تومبكينز، ييتس، سينيكا، واين، أونتاريو، كورتلاند، تشينانغو، أوتسيغو، ديلاوير، غرين، أولستر، سوليفان، أورانج، روكلاند، سوفولك، دوتشيس، كولومبيا، رينسيلار، ومقاطعة واشنطن تُركوا بدون تمويل لأي نوع من البرامج المشابهة لبرنامج رياليتي تشيك. والعديد من المقاطعات الأخرى لديها انخفاضات هائلة في تمويلها.